# Aura (woreda)
Pour les articles homonymes, voir Aura.
Aura est l’un des 29 woredas de la région Afar, en Éthiopie.